# ایندیان بیچ (کارولینای شمالی)
ایندیان بیچ (به انگلیسی: Indian Beach) شهری در ایالت کارولینای شمالی کشور ایالات متحده آمریکا است که جمعیت آن در سرشماری سال ۲۰۱۰ میلادی، ۱۱۲ نفر بوده‌است.